# 留尼旺海馬
留尼旺海馬為輻鰭魚綱棘背魚目海龍魚科的其中一種，分布於西印度洋區，包括留尼旺、模里西斯及南非海域，棲息深度可達60公尺，體長可達14公分，棲息在海草床，屬肉食性，以小型甲殼類為食，卵胎生。